# Georges Sorel

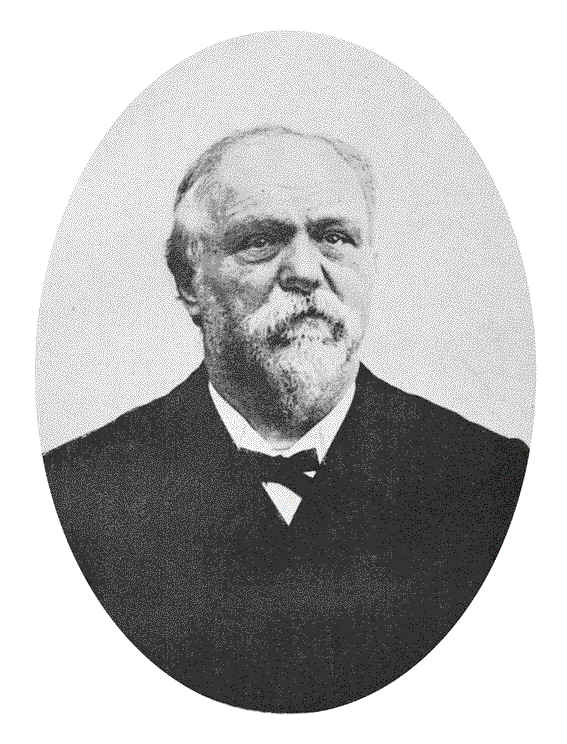
Georges Sorel

Georges Eugène Sorel (Cherbourg, 2 november 1847 - Boulogne-sur-Seine, 29 augustus 1922) was een Frans filosoof en theoreticus van het revolutionair syndicalisme. Hij werd vooral bekend vanwege zijn verdediging van het gebruik van geweld en zijn idee van de kracht van de mythe in het leven van mensen dat zowel marxisten als fascisten inspireerde.

## Biografie
Sorel werd geboren in Cherbourg als zoon van een failliete wijnhandelaar. In 1865 ging hij naar de École Polytechnique in Parijs. Hij werd hoofdingenieur bij het Ministerie van Openbare Werken en werd kort gestationeerd in Corsica en voor een langere periode in Perpignan. In 1891 werd hij benoemd in het Franse Legioen van Eer. Hij trok zich in 1892 terug en verhuisde naar Boulogne-sur-Seine bij Parijs, waar hij tot zijn dood woonde.
Vanaf de tweede helft van de jaren 1880 publiceerde hij artikelen op verschillende gebieden (hydrologie, architectuur, natuurkunde, politieke geschiedenis en filosofie) de weergave van de invloed van Aristoteles, Hippolyte Taine en Ernest Renan. In 1893 bevestigde hij publiekelijk zijn positie als een marxist en socialist. Zijn sociale en politieke filosofie heeft veel te danken aan zijn lezing van Pierre-Joseph Proudhon, Karl Marx, Giambattista Vico, Henri Bergson (wiens colleges aan de Collège de France hij bijwoont) en later William James. Sorel's betrokkenheid bij de politieke wereld ging gepaard met correspondentie met Benedetto Croce en later met Vilfredo Pareto. Sorel heeft gewerkt aan de eerste Franse marxistische tijdschriften, L'Ère nouvelle en Le Devenir social. Hij nam deel aan het begin van de eeuw in het revisionistische debat en de crisis binnen het marxisme en koos daarbij de zijde van de revisionist Eduard Bernstein tegen Karl Kautsky. Sorel ondersteunde vrijspraak tijdens de Dreyfus-affaire, hoewel hij zich, evenals zijn vriend Charles Peguy later verraden voelde door wat hij meenam naar het opportunisme van de dreyfusards. Door zijn bijdragen aan de Enrico Leones Il Divenire sociale en Hubert Lagardelles Mouvement socialiste droeg hij rond 1905 bij aan de theoretische uitwerking van het revolutionaire syndicalisme. In 1906 verscheen zijn meest beroemde tekst "Réflections sur la Violence" (bedenkingen over het geweld) in dit laatste tijdschrift. Het werd gepubliceerd in boekvorm in 1908, en werd in datzelfde jaar gevolgd door "Les Illusions du Progrès" (de illusies van de vooruitgang).
Teleurgesteld door de CGT verbond Sorel zich voor een periode in 1909-1910 met Charles Maurras aan de Action Française, hoewel zij noch het nationalisme noch het politiek programma van deze organisatie deelden. Deze samenwerking inspireerde de oprichters van de Cercle Proudhon, waaraan werd deelgenomen door de revolutionaire syndicalisten en monarchisten. Sorel zelf stichtte in 1911 met Jean Variot een tijdschrift genaamd '"L'Indépendance" (onafhankelijkheid). Meningsverschillen – meer dan nationalisme – droegen bij tot een snel einde van het project.
Als overtuigd tegenstander van de Union sacrée in 1914 stelde Sorel de oorlog aan de kaak en prees in 1917 de Russische revolutie. Hij noemde Lenin de grootste theoreticus van het socialisme sinds Marx. Hij schreef tal van kleine stukjes voor de Italiaanse kranten ter verdediging van de bolsjewieken. Sorel stond zeer vijandig tegenover Gabriele D'Annunzio, de dichter die probeerde Fiume voor Italië te heroveren, en toonde geen sympathie voor de opkomst van het fascisme in Italië, ondanks de latere beweringen van Jean Variot dat hij al zijn hoop geplaatst had op Benito Mussolini. Na de Eerste Wereldoorlog publiceerde Sorel een verzameling van zijn geschriften onder de titel "Matériaux d'une Théorie du proletariat" (elementen van een theorie van het proletariaat). Bij zijn dood had hij een ambivalente houding zowel ten aanzien van het fascisme en bolsjewisme.
Hoewel zijn schrijven vele onderwerpen betrof, worden Sorel's beste werken gekenmerkt door zijn originele interpretatie van het marxisme. Dit was zeer anti-deterministisch, politiek anti-elitair, anti-jacobijns, gebaseerd op directe actie van de vakbonden, de mobiliserende rol van de mythe, in het bijzonder die van de algemene staking en de ontwrichtende en regeneratieve rol van geweld. Of Sorel het beste gezien kan worden als een linkse of rechtse denker wordt betwist: de Italiaanse fascisten prezen hem als een voorvader, maar de dictatuur die zij vestigden was in strijd met zijn overtuigingen, terwijl hij ook een belangrijke toetssteen was voor Italië's eerste communisten die Sorel zagen als een theoreticus van het proletariaat. Deze zeer uiteenlopende interpretaties komen voort uit de theorie dat eerst een morele heropleving van het land dient plaats te vinden. Of deze opleving dient te geschieden door middel van de midden-en hogere klassen of het proletariaat is in dezen een twistpunt. Zijn ideeën – met name het concept van een spontane algemene staking – hebben aanzienlijk bijgedragen aan het anarcho-syndicalisme.
- Bibsys: 90058441
- Biblioteca Nacional de España: XX826284
- Bibliothèque nationale de France: cb119251629 (data)
- Catàleg d'autoritats de noms i títols de Catalunya: 981058521464306706
- CiNii: DA0050317X
- Gemeinsame Normdatei: 118751549
- International Standard Name Identifier: 0000 0001 0854 6153
- Library of Congress Control Number: n79126505
- Nationale Bibliotheek van Letland: 000289681
- Base Léonore: LH//2530/39
- Bibliotheek van het Japanse parlement: 00457183
- Nationale Bibliotheek van Tsjechië: jn20000605089
- Nationale bibliotheek van Australië: 35512963
- Nationale Bibliotheek van Israël: 987007268474605171
- Nationale Bibliotheek van Polen: a0000001785753
- Nationale en Universitaire bibliotheek Zagreb: 000075343
- Nederlandse Thesaurus van Auteursnamen: 068527543
- Réseau des bibliothèques de Suisse occidentale: 02-A000154122
- Istituto Centrale per il Catalogo Unico: CFIV026490
- LIBRIS: 292634
- SNAC: w6sv089x
- Système universitaire de documentation: 027143740
- Trove: 980248
- Virtual International Authority File: 2477110
- WorldCat: E39PBJxxcqdkDpvwbqvX99hbVC